# Kopierpapier (Schneidern)
Unter Kopierpapier versteht man in der Schneiderei ein speziell beschichtetes Papier, das ähnlich wie Durchschreibepapier funktioniert. Es ist in verschiedenen Farben und Größen erhältlich und wird meist verwendet, um Schnittmuster oder Teile davon vom Schnittmusterbogen auf den Stoff zu übertragen. Das Kopierpapier wird entweder zwischen Schnittmusterbogen und Stoff oder unter den Stoff gelegt. Mittels eines Kopierrads werden die zu kopierenden Konturen oder Markierungen abgefahren. Durch den Druck der Zacken des Kopierrads löst sich die farbige Schicht des Kopierpapiers und bleibt am Stoff haften. Durch Feuchtigkeit oder Bügeln kann diese Farbe wieder vom Stoff entfernt werden.